# Mellow yellow (single van Donovan)
Mellow yellow is een single van Donovan uit 1966. Het is afkomstig van zijn album Mellow yellow.

## Achtergrond
Het nummer gaat over drugs. Destijds deed het verhaal de ronde dat gedroogde bananenschillen een hallucinogene werking zouden hebben. Het gerucht werd mede in de wereld geholpen door Country Joe McDonald. Het nummer refereert echter aan het gebruik van een vibrator ("electrical banana is gonna be a sudden craze"). Het nummer werd ook wel toegedicht aan The Beatles. Donovan werkte destijds met hen samen, en Paul McCartney zong mee op Mellow yellow en zou ook meegespeeld hebben op andere nummers van de elpee Mellow yellow.
Van het nummer is een aantal covers bekend, maar geen daarvan werd zo populair als het origineel. Er is vermoedelijk een Franse tekst (met dezelfde titel) en Caterina Caselli zong het in 1967 in het Italiaans: Cielo giallo.
Het nummer werd gebruikt in een reclamecampagne voor Mello Yello, een citrusdrankje van Coca Cola Company in de  jaren tachtig.

## Hitnotering
Het plaatje stond twaalf weken in de Billboard Hot 100 met als hoogste plaats nummer 2. In het Verenigd Koninkrijk haalde het de achtste plaats in acht weken. In Nederland en België was toen maar één officiële hitlijst beschikbaar.

### Nederlandse Top 40
In de maandelijkse lijsten van het muziekblad Muziek Expres stond het zowel in januari, als februari als maart genoteerd.
| Positie: | 33 | 20 | 15 | 14 | 14 | 17 | 28 | 26 | 37 | 40 | uit |

### NPO Radio 2 Top 2000
| Nummer met noteringen in de NPO Radio 2 Top 2000 | '99  | '00  |
| ------------------------------------------------ | ---- | ---- |
| Mellow yellow                                    | 1997 | 1894 |

1. ↑  Een vetgedrukt getal geeft de hoogste notering aan.
2. ↑  Deze tabel is bijgewerkt tot en met de laatste editie (2024).